# نی پلانج
نی پلانج (انگلیسی: Nii Plange؛ زادهٔ ۲۶ ژوئن ۱۹۸۹) بازیکن فوتبال اهل بورکینافاسو است.
از باشگاه‌هایی که در آن بازی کرده‌است می‌توان به باشگاه فوتبال اسپورتینگ، باشگاه فوتبال آکادمیکا، باشگاه فوتبال اسپورتینگ سی‌پی بی، باشگاه فوتبال ای‌اس‌ای‌سی میموزاز، و باشگاه فوتبال ویتوریا گیماریش اشاره کرد.
وی همچنین در تیم ملی فوتبال بورکینافاسو بازی کرده‌است.